# Étang de Bouzaire
L'étang de Bouzaire est un plan d'eau artificiel situé sur la commune de Guérande, dans le département français de la Loire-Atlantique.

## Présentation
L'étang est situé dans le village guérandais de Bouzaire, constitutif du parc naturel régional de Brière. Il occupe une superficie de 4 350 m2. Le plan d'eau et ses berges totalisent une surface de 5 020 m2. Il est bordé par la route départementale 48 et des propriétés privées. Il a été créé de la main de l'homme par retenue des eaux du Mès, petit fleuve côtier qui l'alimente et lui sert d'exutoire avant de se jeter dans l'océan Atlantique au niveau de la baie du Mor braz par le traict de Pen Bé entre les communes d'Assérac au Nord et de Mesquer au Sud. 

### Historique
Le nom de « Bousere » est mentionné pour la première fois en 1381. Dès le XVe siècle, il est fait état d'un « pont de Bouzaire », ouvrage permettant le franchissement d'une zone humide entre Saint-André-des-Eaux et Saint-Molf. Le cadastre napoléonien mentionne l'étang de Bouzaire en 1819. L'État français en devient propriétaire le 29 janvier 1988 par procès-verbal de remembrement.

### Intérêt environnemental
Cet étang se trouve au sein d'une zone naturelle composée de plans d'eau (il est en amont des étangs des Noés et en aval de l'étang de Kercabus) et de zones humides reliées au bassin versant du Mès. Il joue à ce titre un rôle de corridor écologique, entre une zone Natura 2000 et une Zone naturelle d'intérêt écologique, faunistique et floristique (ZNIEFF). Le faible niveau d'entretien de ses abords depuis 1988 a favorisé la formation d'abris naturels sous les saules ou dans les recoins du cours d'eau et des branches affaissées pouvant servir d'habitat à certaines espèces menacées ou protégées.
C'est notamment le cas du butor étoilé, du martin-pêcheur, de la salamandre, du triton et de la loutre d'Europe, présents sur ce site. Concernant cette dernière espèce, un loutroduc a même été installé sous une des arches du pont de la route départementale. C'est une passerelle destinée à sécuriser le passage de l'animal en lui évitant de traverser la route et de prendre le risque de se faire tuer. Cette espèce protégée joue un rôle de maintien de l'écosystème en mangeant les poissons morts ou affaiblis et en luttant contre la prolifération de l'écrevisse de Louisiane, espèce invasive considérée comme nuisible.

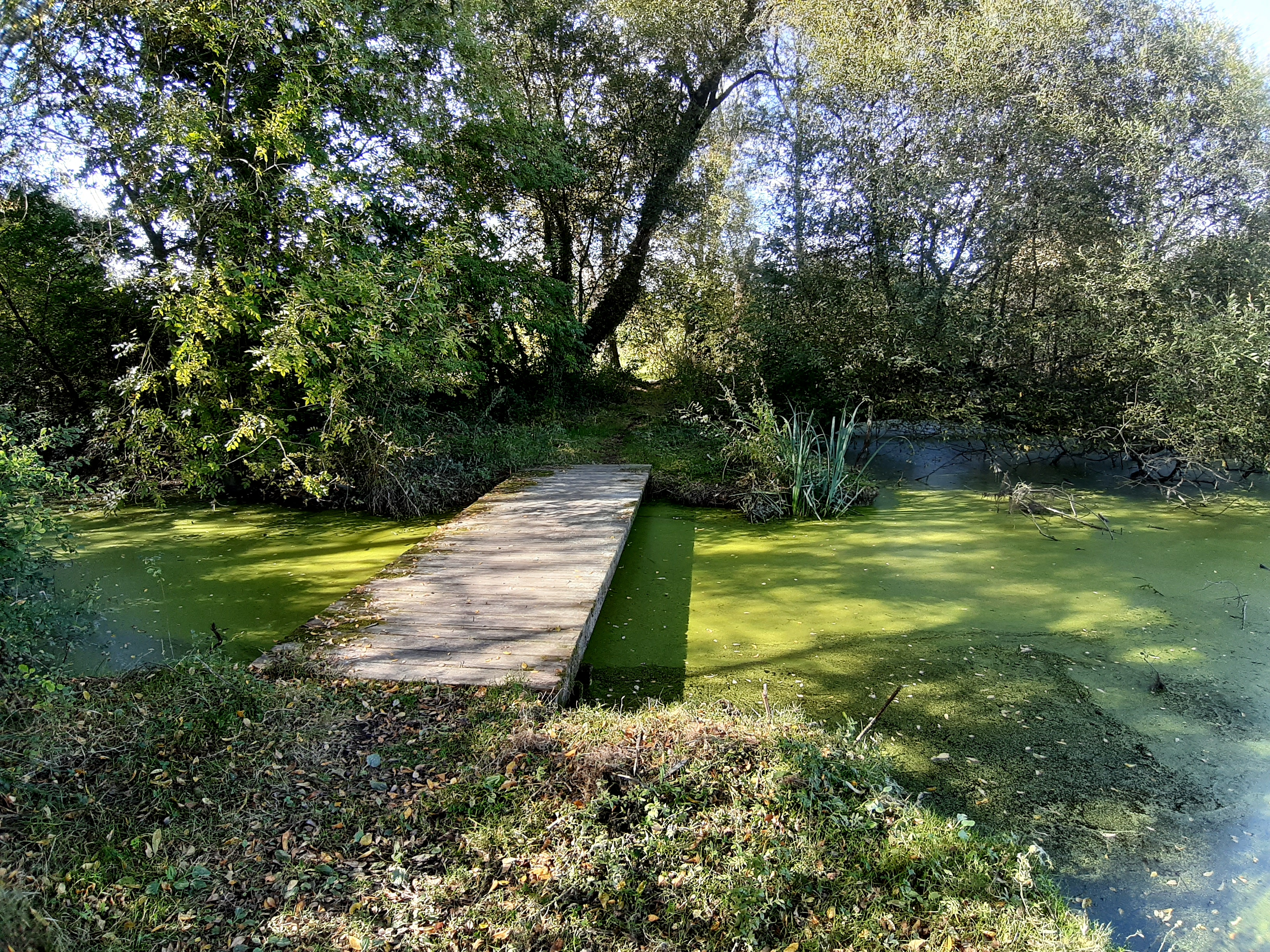
À l'amont, Mès alimentant l'étang de Bouzaire. Lieu de confluence du fleuve côtier et du plan d'eau.
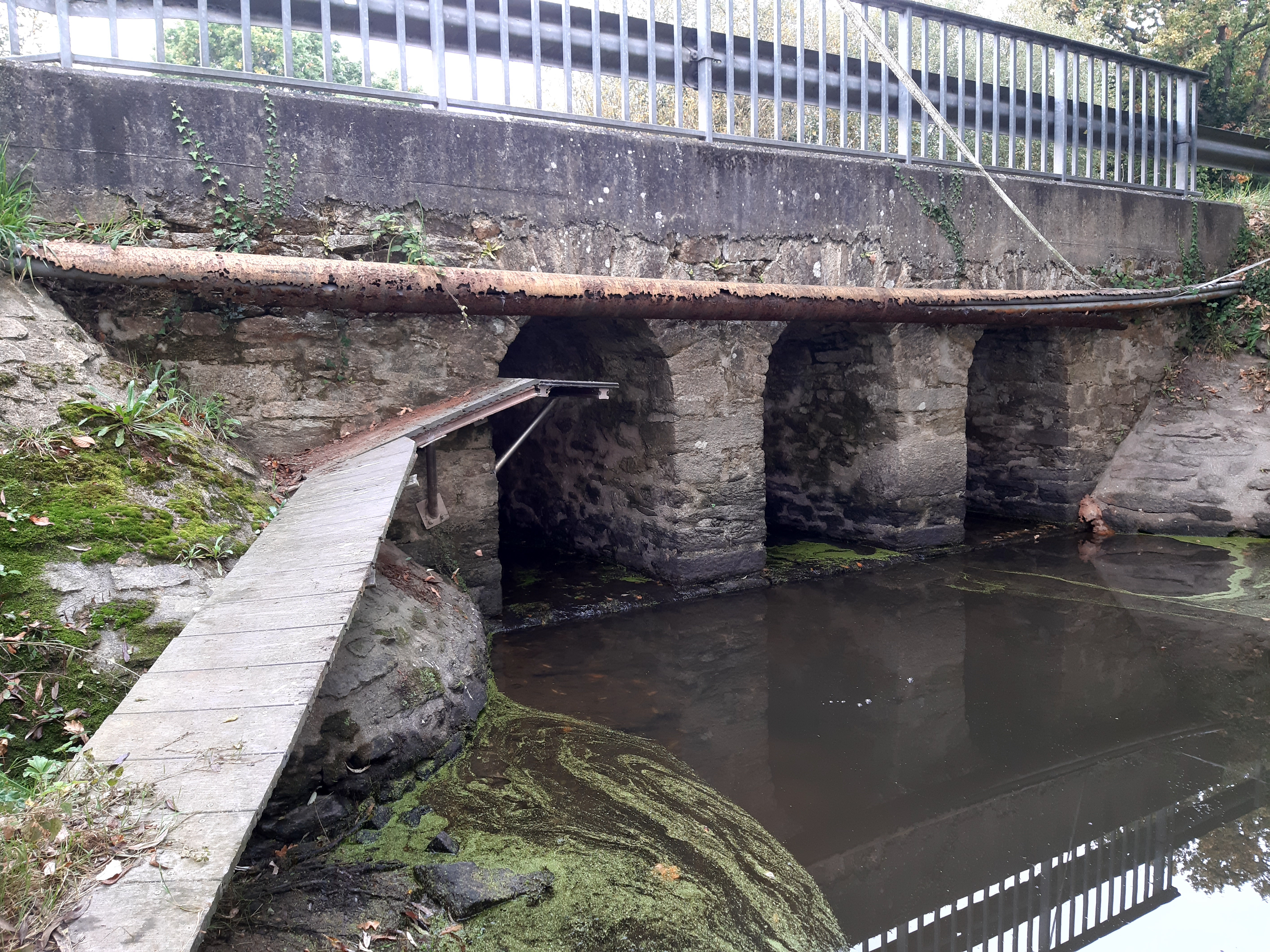
À l'aval, Mès servant d'exutoire à l'étang de Bouzaire. Passerelle permettant la traversée des loutres (dite « loutroduc »), passant sous une des trois arches du ponceau construit en 1859 supportant l'assiette de la route départementale 48.
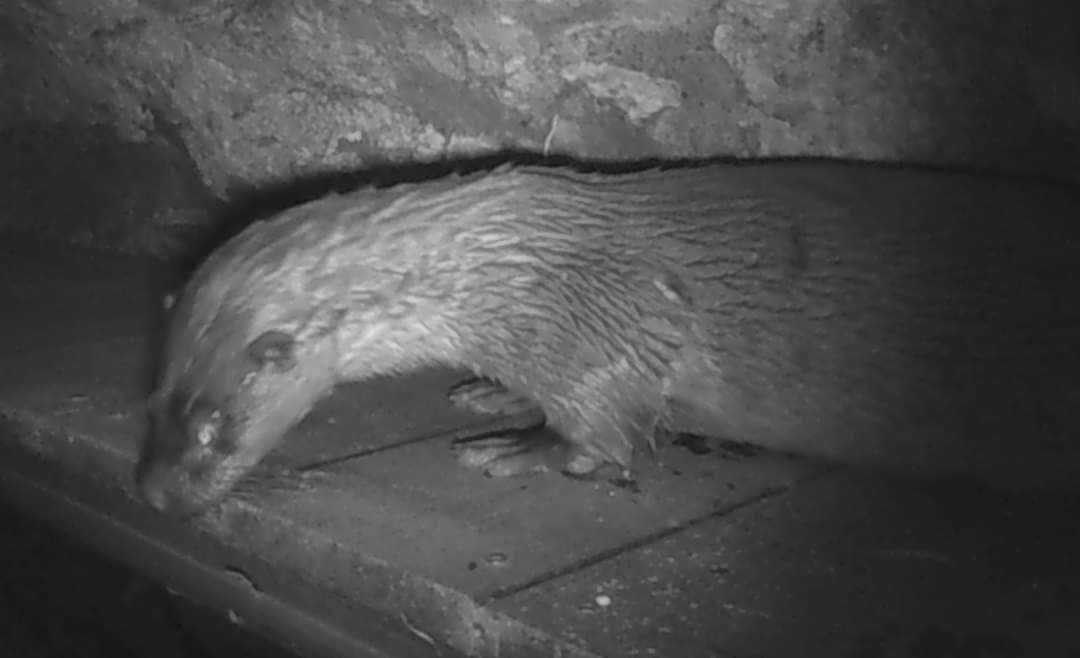
Loutre d'Europe de l'étang de Bouzaire, photographiée de nuit en novembre 2021 sur la passerelle passant sous une des arches du ponceau.

## Mise en vente
Après analyse de sa situation géographique et de sa destination, l'étang est reconnu inutile aux intérêts de l'État par décision du 13 juillet 2020. Il est consécutivement mis en vente par la direction de l'Immobilier de l'État, chargée des opérations de cessions immobilières. 

### Procédure
Dans le cadre de cette procédure, la communauté d'agglomérations CAP Atlantique et la commune de Guérande sont consultées le 28 mai 2021 en tant qu'autorités bénéficiant d'un droit de préemption. Aucune n'exerce ce droit dans le délai réglementaire. Les propriétaires riverains sont eux-aussi avisés de la vente de l'étang mais aucun ne manifeste d'intérêt. Faute d'acquéreur déclaré, l'État ouvre la vente au public, notamment par le biais d'une annonce parue le 30 septembre 2021 sur le site Leboncoin avec un prix d'appel à 0 € et une date limite de remise des offres fixée au 10 novembre 2021.

### Réactions

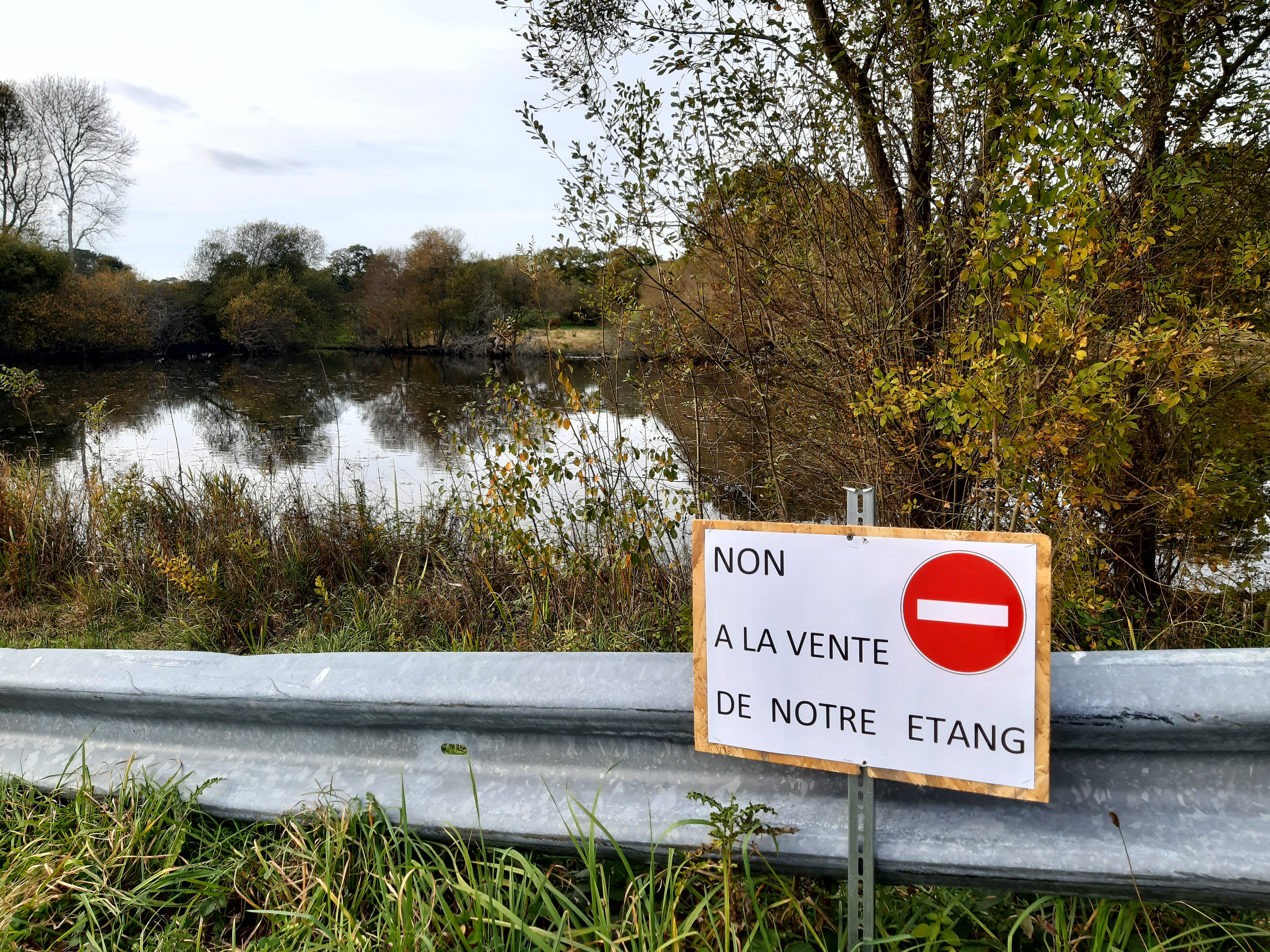
Panneau d'opposition à la cession de l'étang de Bouzaire.

Découvert fortuitement sur Internet, ce projet de cession rencontre l'opposition d'habitants et d'associations, notamment Guérande Environnement ou Patrimoine en Presqu’île. Les habitants du village craignent de ne plus pouvoir accéder à ce lieu faisant l'objet d'un sentiment d'appartenance : l'étang est pour certains un coin de pêche, pour d'autres un lieu de promenade. Ils estiment qu'il serait du rôle des pouvoirs publics de conserver ce bien en partage pour tous. Les associations environnementales mettent quant à elles en avant le rôle écologique du site.
Au cours d'une réunion publique en date du 14 octobre 2021 au quartier de La Madeleine, de possibles frais d'entretien de l'étang (curage, aménagements) à la charge de l'acquéreur sont évoqués. Les défenseurs de l'environnement soulignent le fait que les opérations d'entretien pourraient être dommageables à la conservation des habitats d'espèces protégées. Le futur acquéreur est également susceptible d'être tenu à la remise en état des lieux sous leur forme initiale par la reconversion de l'étang en simple cours d'eau, selon des dispositions de la loi sur l'eau.
Le 27 octobre 2021, les habitants organisent une présentation du plan d'eau aux élus, représentants du parc naturel régional de Brière, de la Direction régionale de l'Environnement, de l'Aménagement et du Logement (DREAL).

### Lauréat
Trois semaines après la date limite de dépôt des offres et quatre dossiers de candidature reçus, le choix de l'État se porte sur la Fédération départementale des chasseurs, qui a fait une proposition à 10 000 euros. Déjà gestionnaire de plusieurs réserves en zones humides dont la réserve naturelle régionale du lac de Grand-Lieu, la Fédération départementale des chasseurs annonce son objectif de garantir un accès libre au lieu et de protéger la biodiversité du site. Elle précise que l'activité de pêche sera préservée, que la chasse ne sera pas autorisée et qu'un inventaire de la faune et de la flore sera réalisé,. À l'issue de cet inventaire, des opérations de restauration de l'étang, resté sans entretien pendant 30 ans, seront réalisées. Le lauréat précise déjà investir annuellement dans le département entre 100 000 et 150 000 euros en fonds propres, non grâce à des subventions, pour la réhabilitation d'espaces naturels.

### Plan de gestion
Le 3 mars 2023, une convention est signée entre la fédération nationale des chasseurs et l'association des Amis de Bouzaire qui regroupe les habitants du village. Cette convention prévoit le curage de l'étang, l'entretien par les habitants des rivages, la mise en place d'un atlas de la biodiversité de l'étang et une veille écologique, un travail pédagogique avec les élèves de l'école de La Madeleine et un ensemble de mesures d'aménagement.